# Martensville (Saskatchewan)
Martensville es una ciudad canadiense situada en la provincia de Saskatchewan.

## Superficie
Martensville tiene una superficie de 13,56 km².

## Demografía
En 2021, tenía 10 549 habitantes, una densidad poblacional de 777,9 hab./km², y 3799 viviendas.